# Oleg Gazenko
Oleg Gazenko (12 de dezembro de 1918 — Moscou, 17 de novembro de 2007) foi um biólogo russo, ex-diretor do Instituto de Problemas Biomédicos em Moscou e ex-assessor de diretoria do Instituto, foi um dos principais cientistas que participaram no programa soviético de animais no espaço. Ele selecionou e treinou Laika, a cadela que tripulou o Sputnik 2.
Gazenko estava envolvido com a investigação espacial desde os finais da década de 1950, sendo o iniciador do programa Cosmos, para primatas, o qual havia tido grande êxito desde sua fundação em 1979. Em 1998, Gazenko lamentou a perda de Laika na missão do Sputnik II:
| “ | Quanto mais tempo passa, mais lamento o sucedido. Não devíamos ter feito isso... nem sequer aprendemos o suficiente desta missão, como para justificar a perda de animal | ” |